# 9248 Зауер
9248 Зауер (9248 Sauer) — астероїд головного поясу, відкритий 24 вересня 1960 року.
Тіссеранів параметр щодо Юпітера — 3,303.